# Eugen Mayr
Friedrich Eugen Mayr (* 17. November 1871 in Sittenhardt; † 25. September 1936 in Ulm) war ein württembergischer Oberamtmann.

## Leben
Mayr, Sohn eines Oberförsters und katholischer Konfession, studierte Rechtswissenschaften in Tübingen und München. Er war seit 1891 Mitglied der Studentenverbindung Burschenschaft im ADB Palatia Tübingen, der heutigen Alten Turnerschaft Palatia Tübingen. 1897 legte er die erste und 1900 die zweite höhere Dienstprüfung ab.
1900 trat er in die württembergische Innenverwaltung ein. 1907 wurde er Amtmann beim Oberamt Ehingen und 1910 beim Oberamt Rottweil. 1918 erhielt er den Titel Oberregierungsassessor. 1919 wurde er Amtsverweser in Rottweil und 1920 planmäßiger Assessor mit dem Titel Oberamtmann. Er leitete von 1921 bis 1934 das Oberamt Crailsheim zunächst als Oberamtmann und ab 1928 als Landrat. 1934 erfolgte auf Antrag die vorzeitige Zurruhesetzung.
Er war kein Mitglied der NSDAP.